# Maxime Grousset
Maxime Grousset (24 september 1999) is een Frans zwemmer die is gespecialiseerd in de vrije slag en de vlinderslag. 

## Biografie
Op de Wereldkampioenschappen zwemmen 2019 eindigde Grousset 9e op de 50 meter vrije slag.

## Internationale toernooien
| Jaar | Olympische Spelen | WK langebaan                                                                                        | WK kortebaan  | EK langebaan | EK kortebaan                                                                     |
| ---- | ----------------- | --------------------------------------------------------------------------------------------------- | ------------- | --- | -------------------------------------------------------------------------------- |
| 2017 |                   | geen deelname                                                                                       |               | | 24e 50m vrije slag 23e 100m vrije slag 14e 4x50m vrije slag 15e 4x50m wisselslag |
| 2018 |                   | | geen deelname | 16e 50m vrije slag · 22e 100m vrije slag · 9e 4x100m vrije slag · 4x100m vrije slag gemengd · Grousset zwom enkel de series |                                                                                  |
| 2019 |                   | 9e 50m vrije slag · 14e 50m vlinderslag · 4x100m vrije slag gemengd · Grousset zwom enkel de series |               | | 4-7 december                                                                     |

## Persoonlijke records
Bijgewerkt tot en met 7 september 2019
Kortebaan
| Afstand         | Tijd  | Datum            | Plaats       |
| --------------- | ----- | ---------------- | ------------ |
| 50m vrije slag  | 21,63 | 16 november 2018 | Montpellier  |
| 50m vlinderslag | 23,87 | 21 oktober 2017  | Saint-Dizier |

Langebaan
| Afstand         | Tijd  | Datum        | Plaats  |
| --------------- | ----- | ------------ | ------- |
| 50m vrije slag  | 21,86 | 26 juli 2019 | Gwangju |
| 50m vlinderslag | 23,36 | 21 juli 2019 | Gwangju |